# Улица Вана-Лыуна
Улица Ва́на-Лы́уна (эст. Vana-Lõuna tänav, с эст. — Старо-Южная), в 1959—1991 годах — улица Я́ана Си́хвера (эст. Jaan Sihveri tänav) — улица в Таллине, столице Эстонии.

## География
Пролегает в микрорайонах Веэренни и Уус-Мааильм городского района Кесклинн. Начинается от улицы Татари, пересекается с улицами Херне, Пилле, Винеэри и Койду и заканчивается у виадука на Пярнуском шоссе, на перекрёстке с улицей Техника. 
Протяжённость — 790 м.

## История
Улица возникла при возведении большого производственно-жилого квартала мебельной фабрики Лютера. На редко застроенном лугу, расположенном между левой стороной улицы Вана-Лыуна и железной дорогой, был построен ряд жилых домов для рабочих и служащих фабрики; первыми из них были дома № 13 и 15. В 1904—1905 годах было построено здание фабричного клуба с великолепной архитектурой (дом 37), авторами его проекта были всемирно известные финские архитекторы Элиэль Сааринен, Армас Линдгрен и Герман Гезеллиус.
В 1900 году была построена электростанция (дом 4). В 1922 году построены дома для рабочих (№ 21, 23, 25, 29, 31, 33, 35), в 1927 году — жилой дом для инженеров (№ 27); все перечисленные дома являются памятниками архитектуры.
Квартал, ограниченный улицами Татари, Вана-Лыуна, Винеэри и Пярнуским шоссе, носит название «Квартал Лютера» (эст. Luteri kvartal).
После закрытия фанерно-мебельной фабрики многие её производственные здания и строения были снесены, в частности, строения по адресу ул. Вана-Лыуна 4 — паркетный цех, цех стульев, брикетное отделение, мазутное отделение, компрессорная станция и пр. Были снесены жилые дома № 3 и 10. Некоторые производственные здания были перестроены в жилые дома-лофты, в частности, дома 39 и 39а.

### Названия
В 1786 году улица упоминается как — нем. Weg nach Steingalgen (с нем. буквально «Дорога к каменной виселице»).  
Названия улицы в письменных источниках разных лет:
- 1885 год — эст. Lõune tn;
- 1885, 1910, 1938 годы — эст. Lõuna tn;
- 1893, 1913, 1942 годы — нем. Südstraße;
- 1916 год — Южная улица.

В советское время, с 25 сентября 1959 года до 18 октября 1991 года, носила имя  эстонского революционера, участника борьбы за Советскую власть в Эстонии Яана Сихвера, 18 октября 1991 года получила название улица Вана-Лыуна.

## Застройка
Улица имеет в основном историческую застройку:

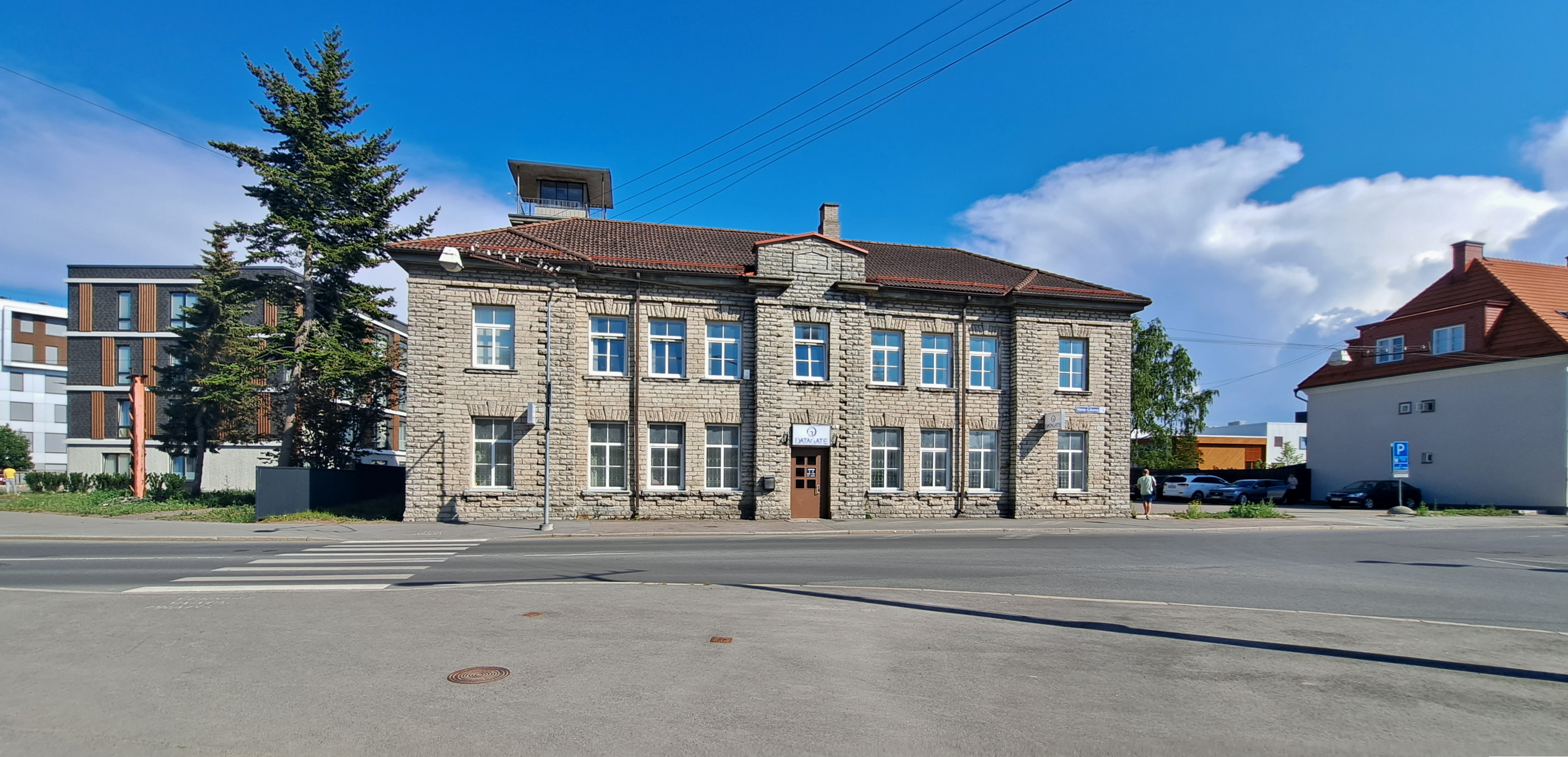
Дом 19

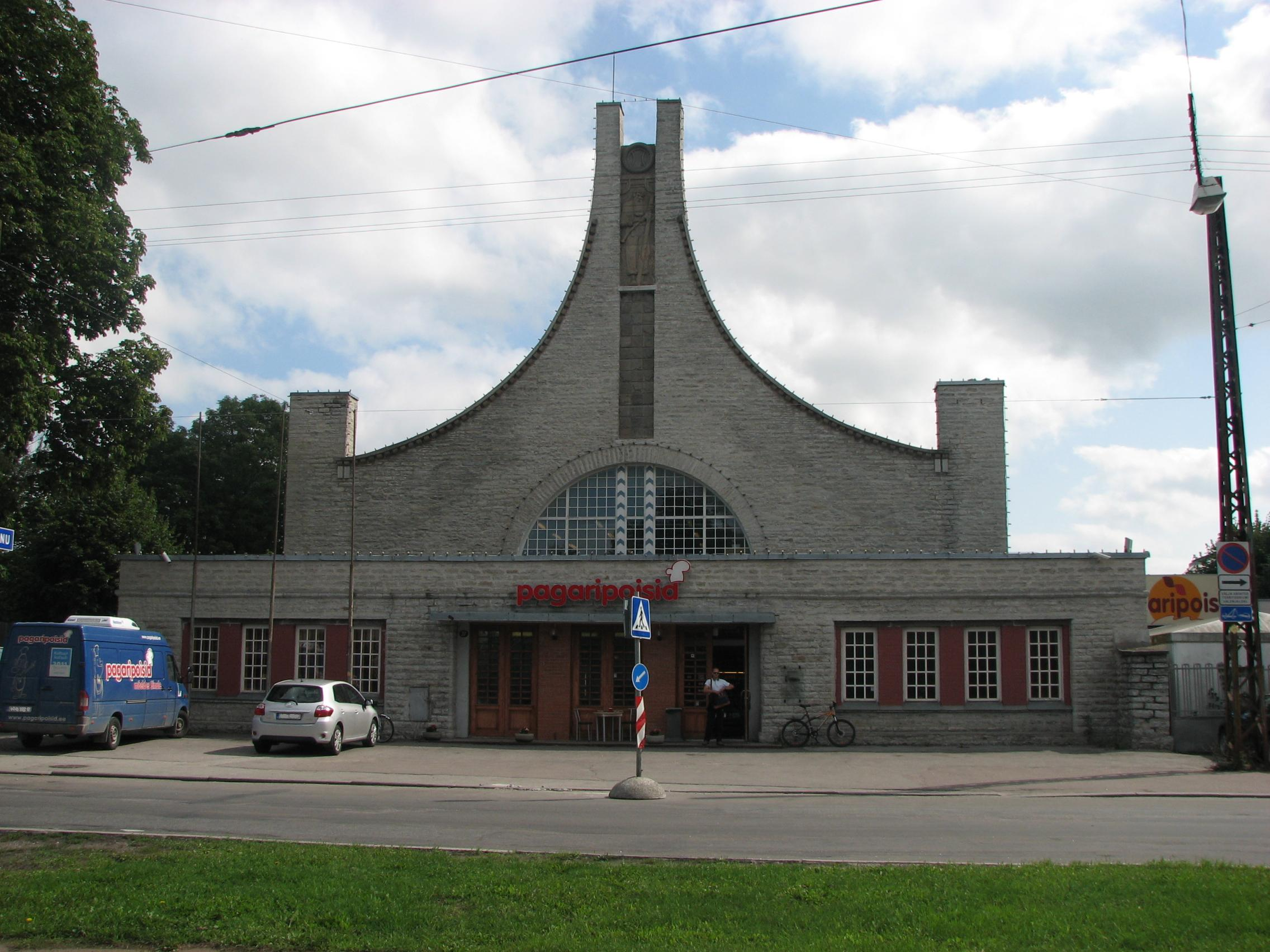
Дом 37

- дом 6 — небольшой 3-этажный каменный жилой дом, построен в 1912 году;
- дом 17 — 3-этажный каменный жилой дом, построен в 1948 году;
- дом 19 — двухэтажное здание из плитняка, построенное в 1912 году. Пожарное депо и медпункт фабрики Лютера, памятник архитектуры[15];
- дома 21, 23, 25, 31 и 35 построены по типовому проекту жилого дома, разработанному специально для фабрики известными архитекторами того времени Гербертом Йохансоном[эст.] и Еугеном Хаберманном[эст.];
- дом 37 — построенное в 1905 году здание рабочей столовой-народного дома фабрики Лютера (архитекторы Герман Гезеллиус, Армас Линдгрен, Элиэль Сааринен), в котором до 1914 года также действовал и драматический кружок. В советское время здание использовалось как клуб Таллинского фанерно-мебельного комбината, в настоящее время в нём размещается кондитерское предприятие «Pagaripoisid» (с эст. буквально «Мальчики-пекари»). Фасад здания внесён в Государственный регистр памятников культуры Эстонии как памятник архитектуры[5];
- дом 39 — производственное здание фабрики Лютера, построено в 1912 году. Является памятником архитектуры[16]; перестроено в офисно-жилой дом-лофт;
- дом 39а —  производственное здание фабрики Лютера, построено в 1912 году, памятник архитектуры[17]; перестроено в жилой дом-лофт.
- дом 41/1 — контора Таллинского трамвайного депо;
- дом 41/2 — Таллинское трамвайное депо. Спроектировано инженером Эльмаром Мыттусом в 1936 году. На момент завершения строительства депо имело длину 49,6 м и ширину 31,7 м и могло вместить 32 трамвайных вагона — больше, чем их насчитывалось в Таллине в то время. Здание пострадало во время Второй мировой войны, затем было восстановлено;
- дом 41/3 — одноэтажный спорт-холл, построен в 1990 году.

## Общественный транспорт
На улице есть остановка «Vana-Lõuna» городского автобуса маршрута № 32 (в направлении к улице Техника).

Улица Вана-Лыуна в 2009—2011 годах
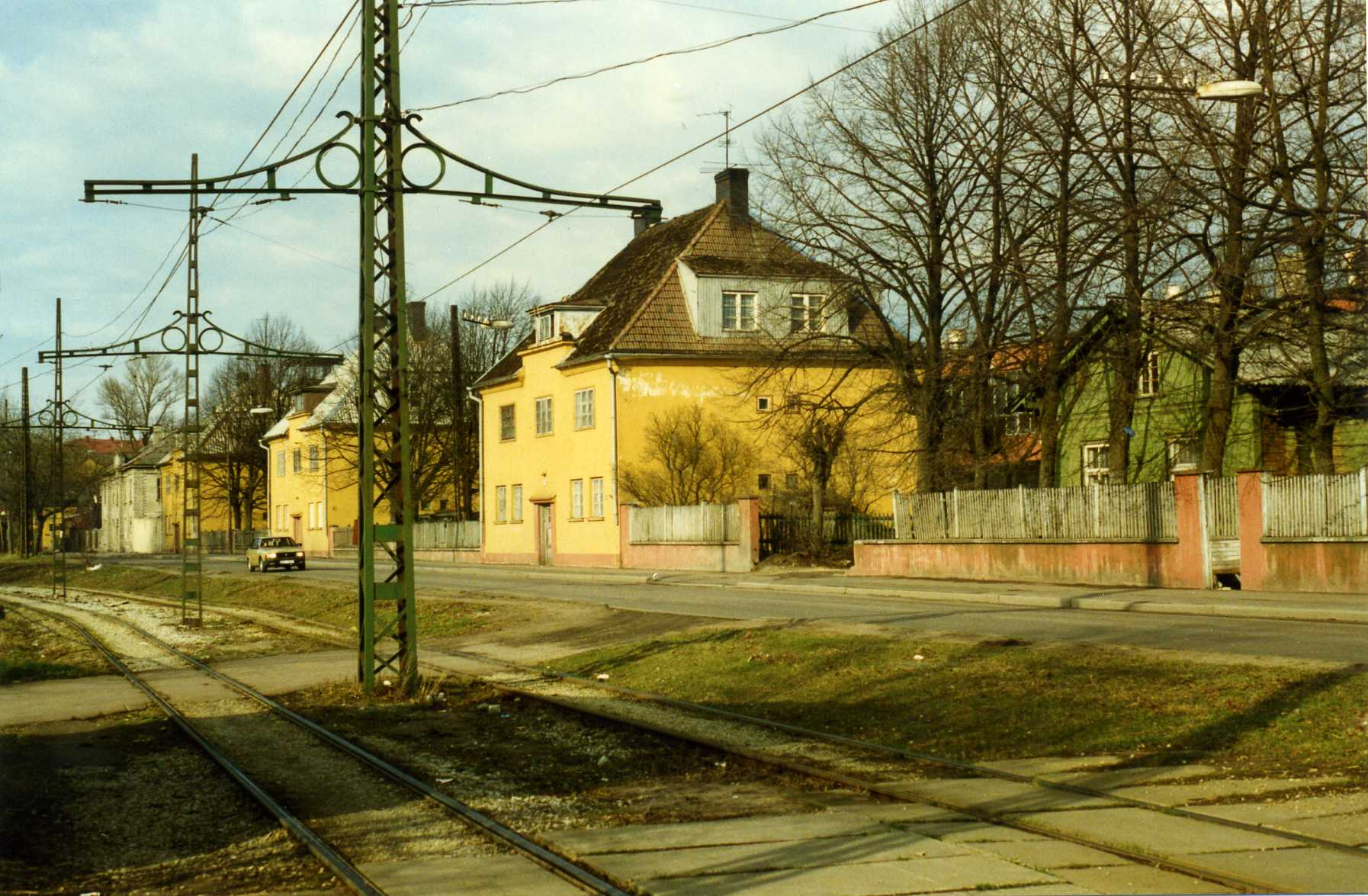
Улица в 2010 году
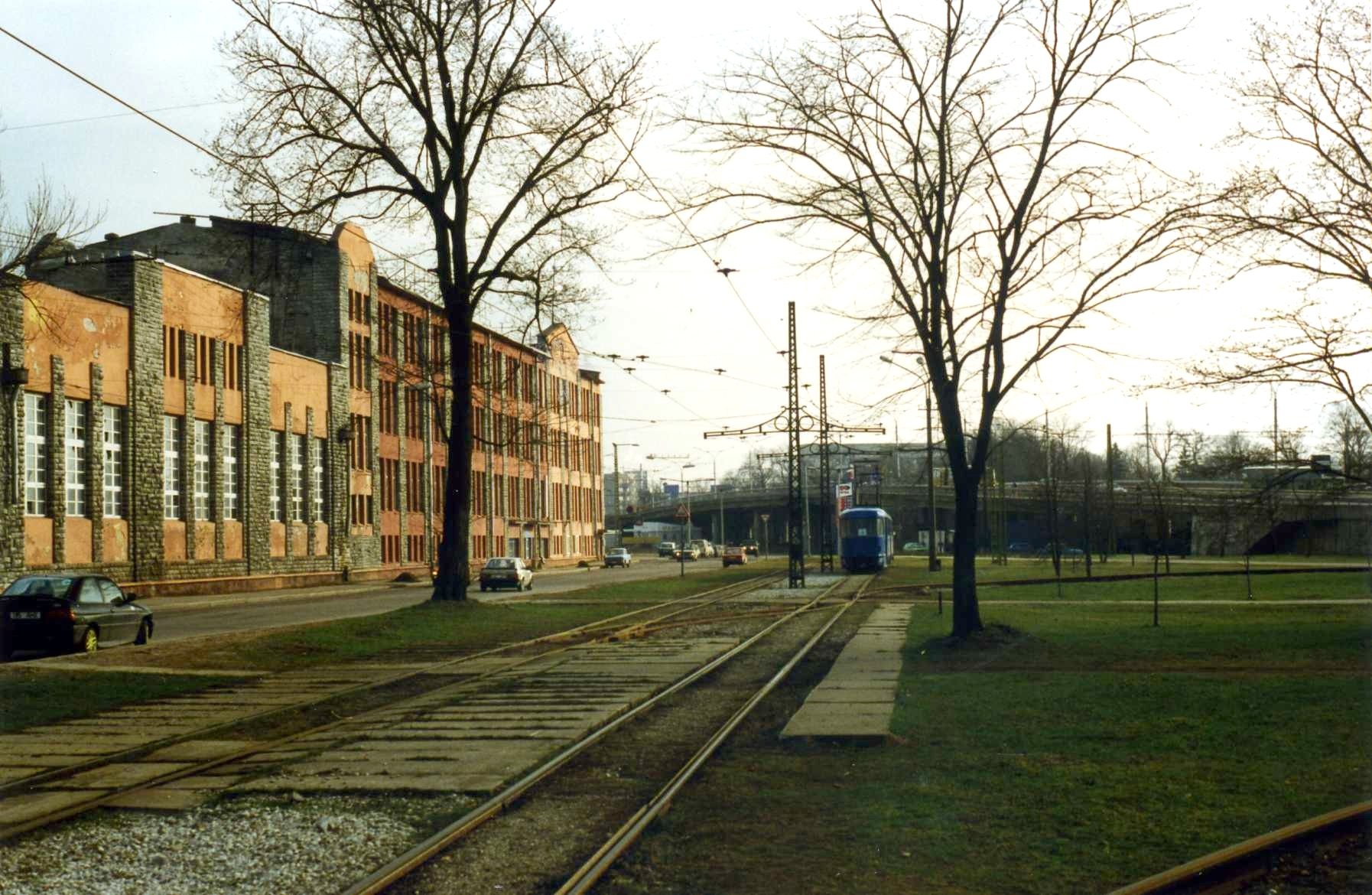
Вид с улицы на виадук Пярнуского шоссе, 2010 год
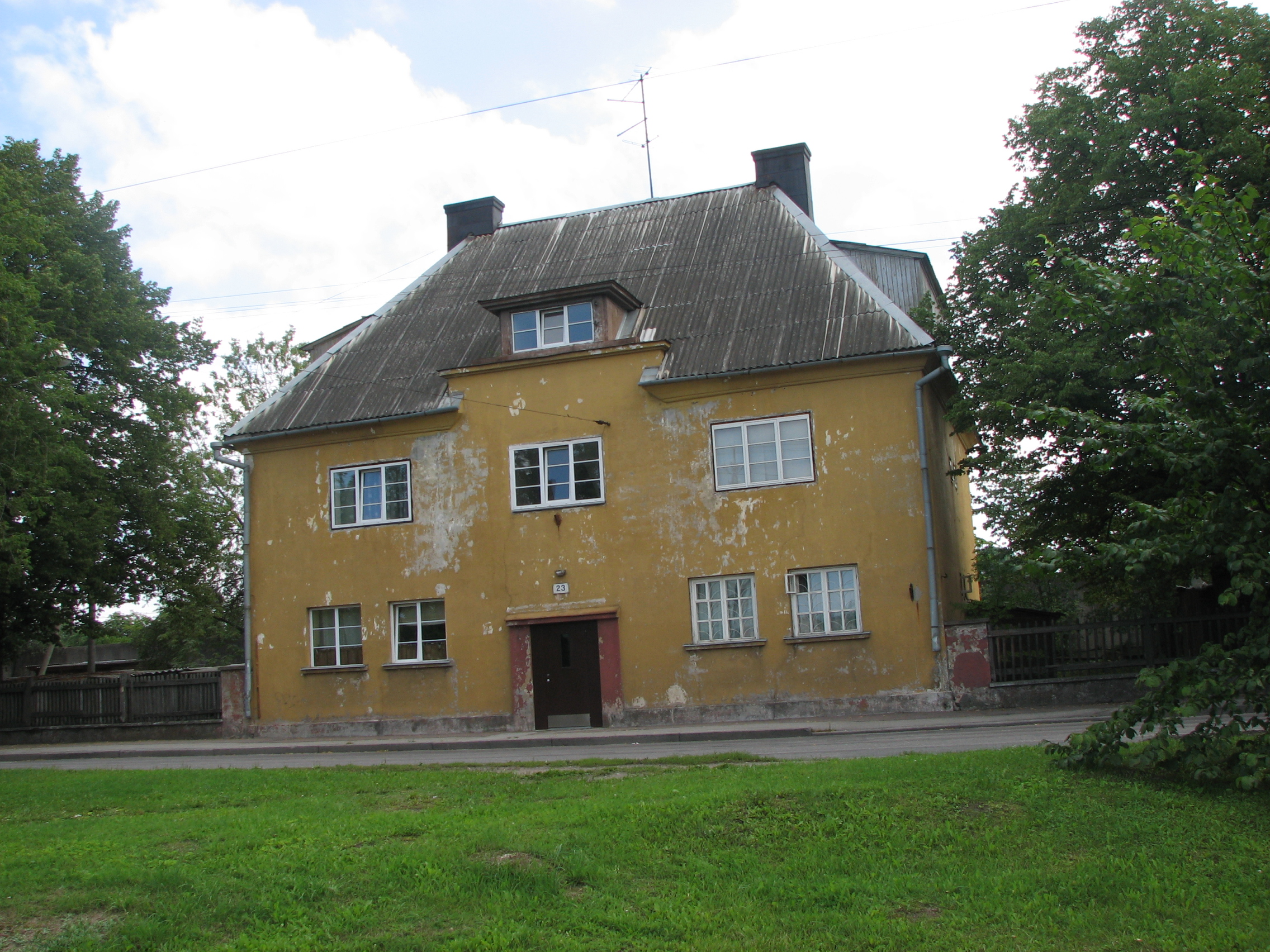
Дом 23
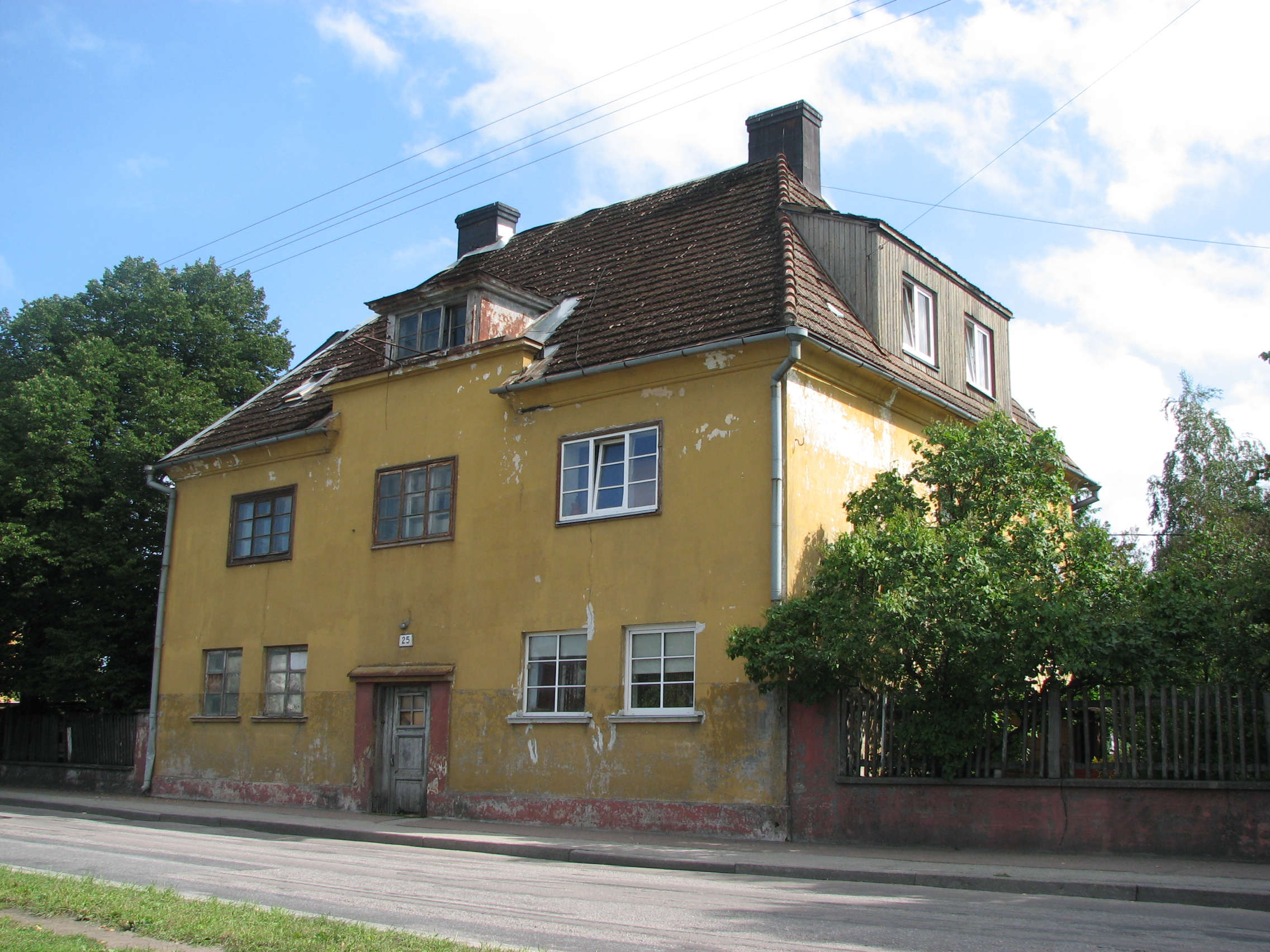
Дом 25
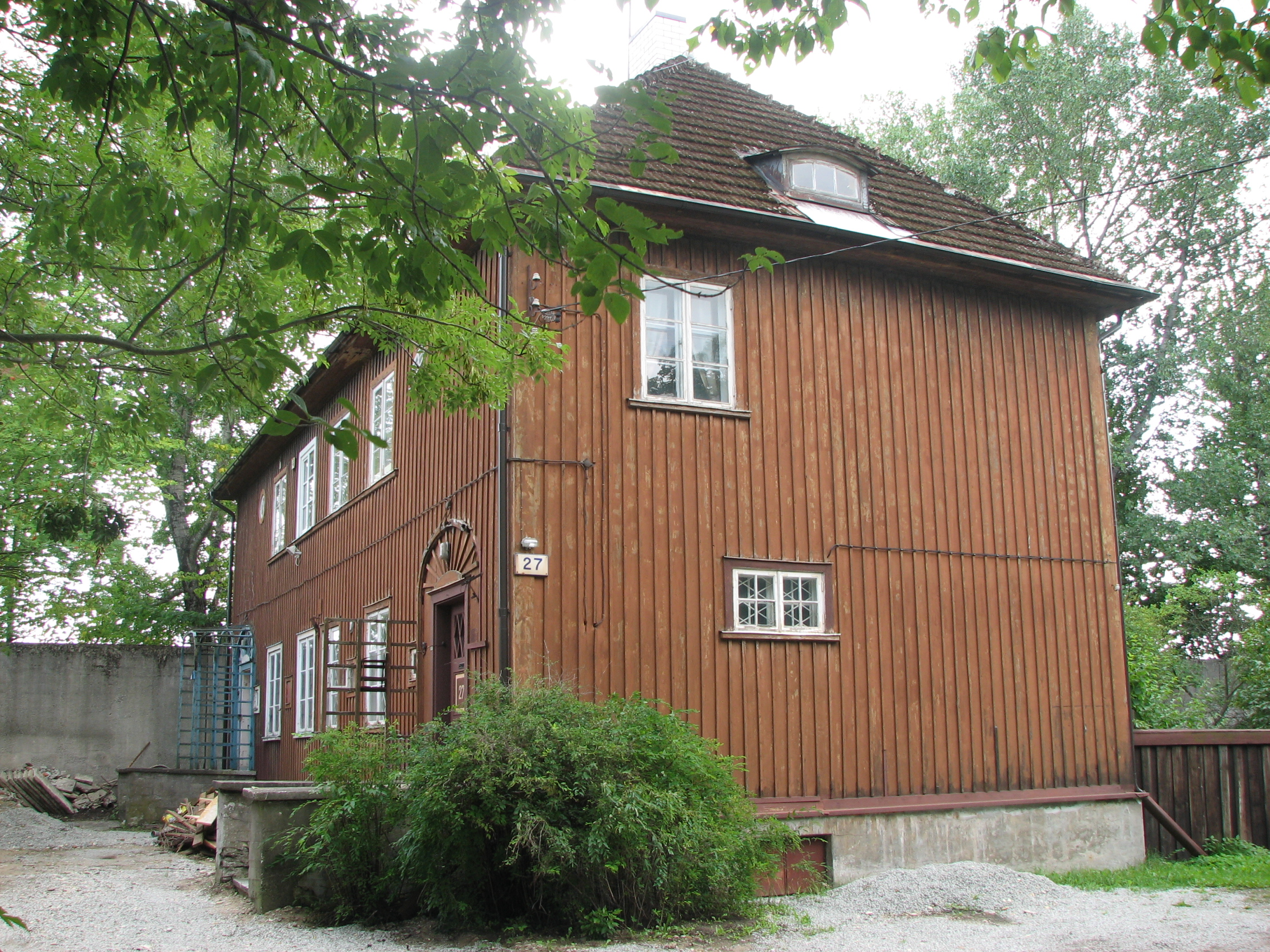
Дом 27
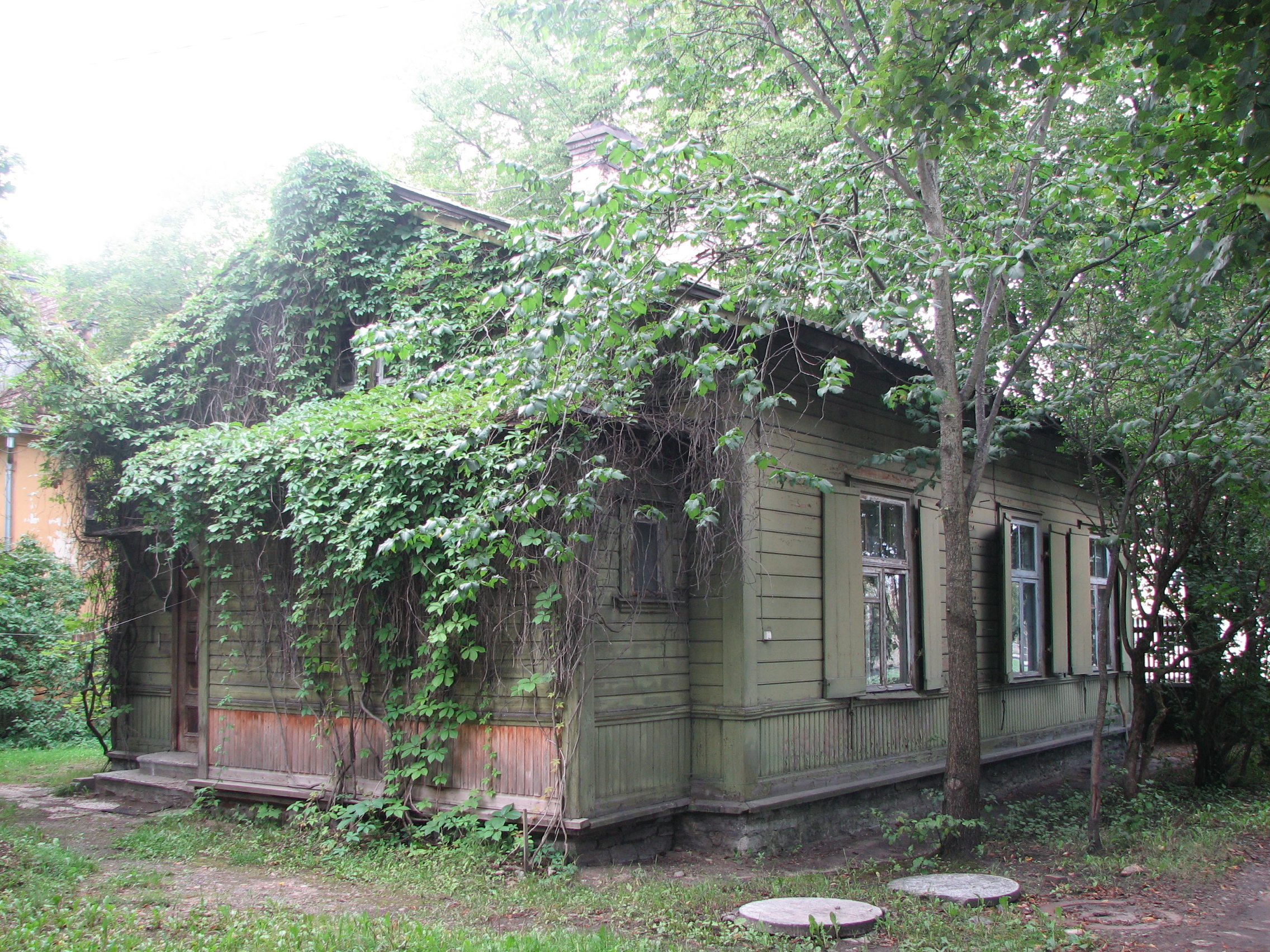
Дом 29
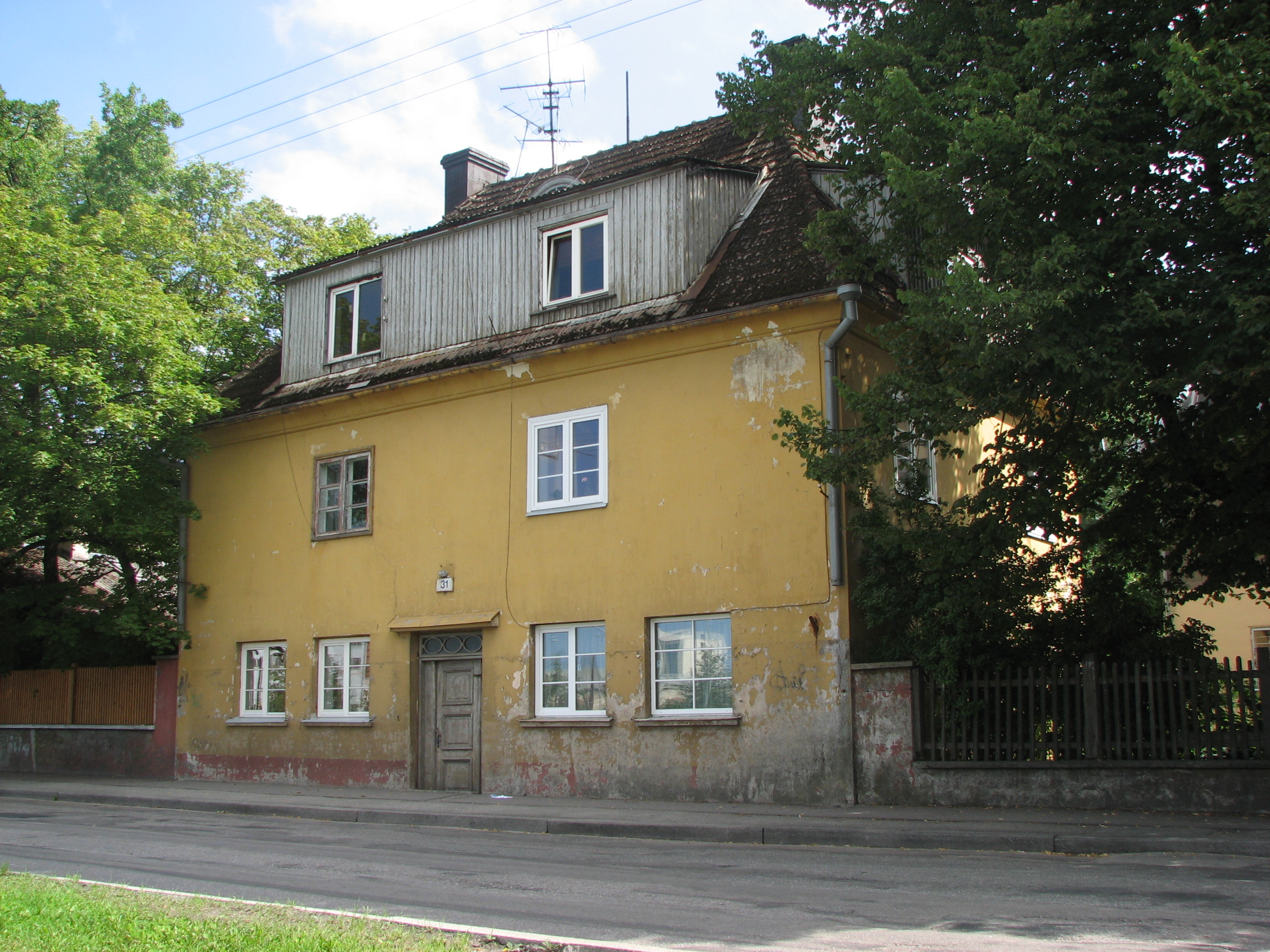
Дом 31
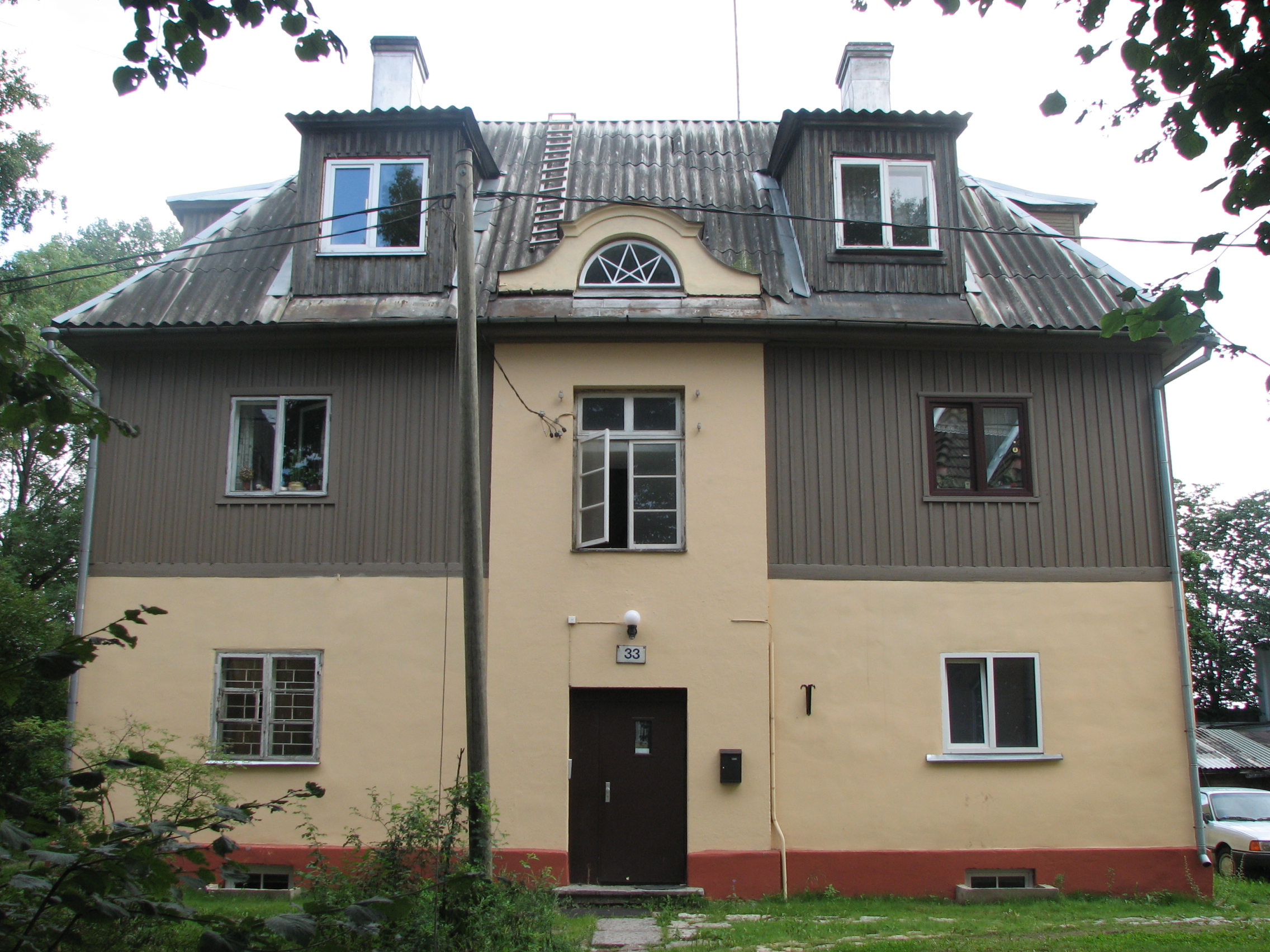
Дом 33
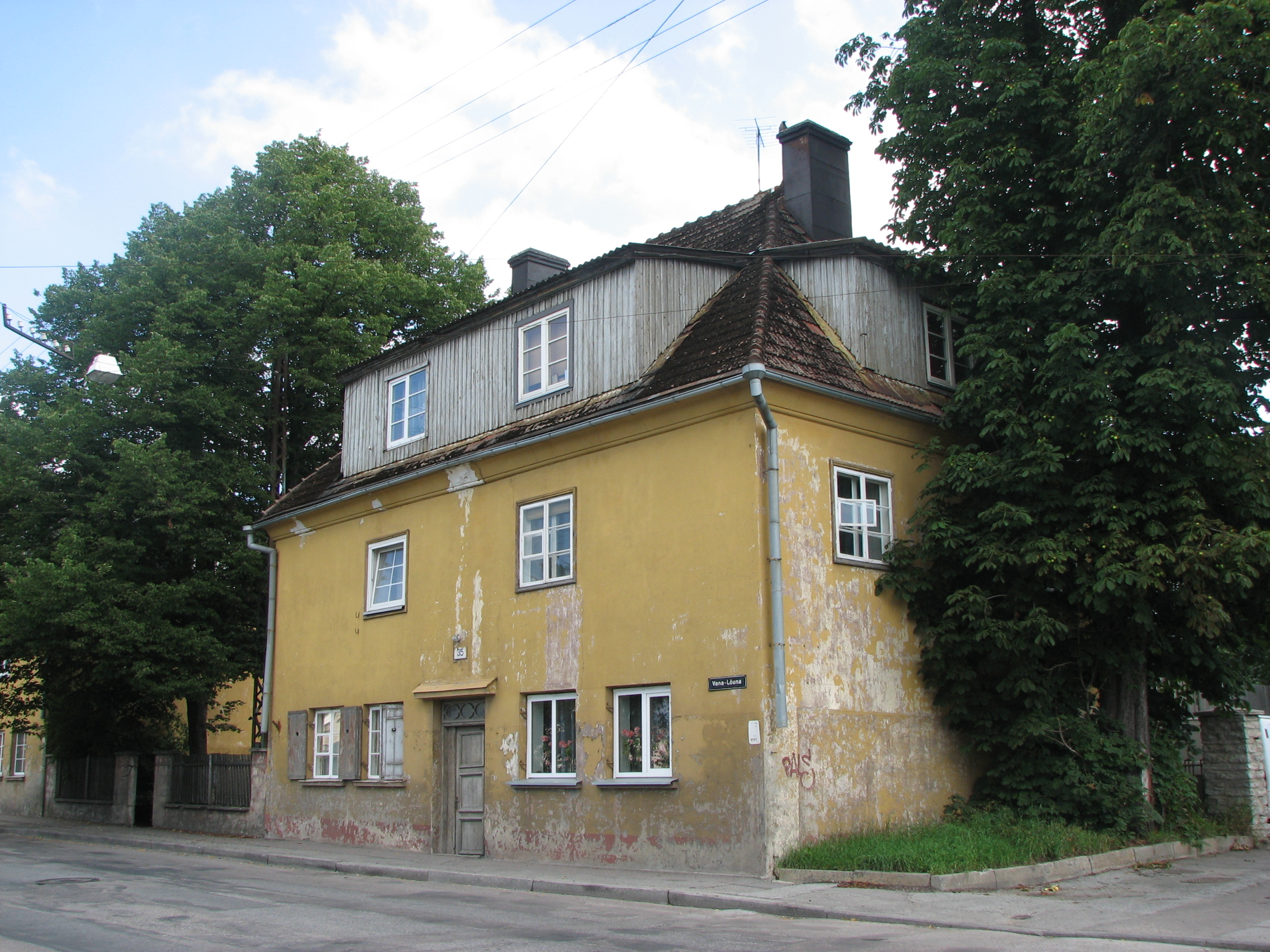
Дом 35
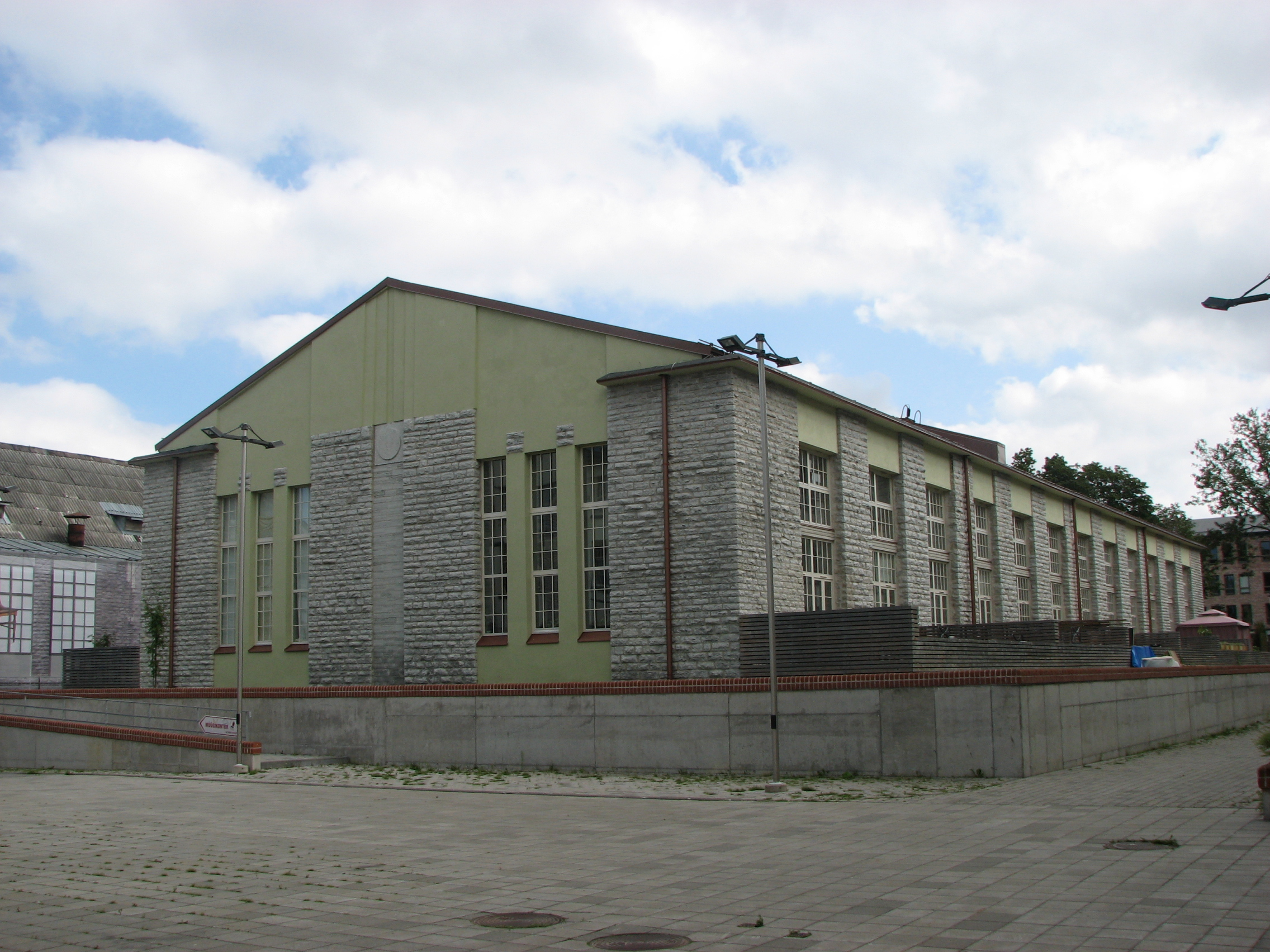
Дом 39а
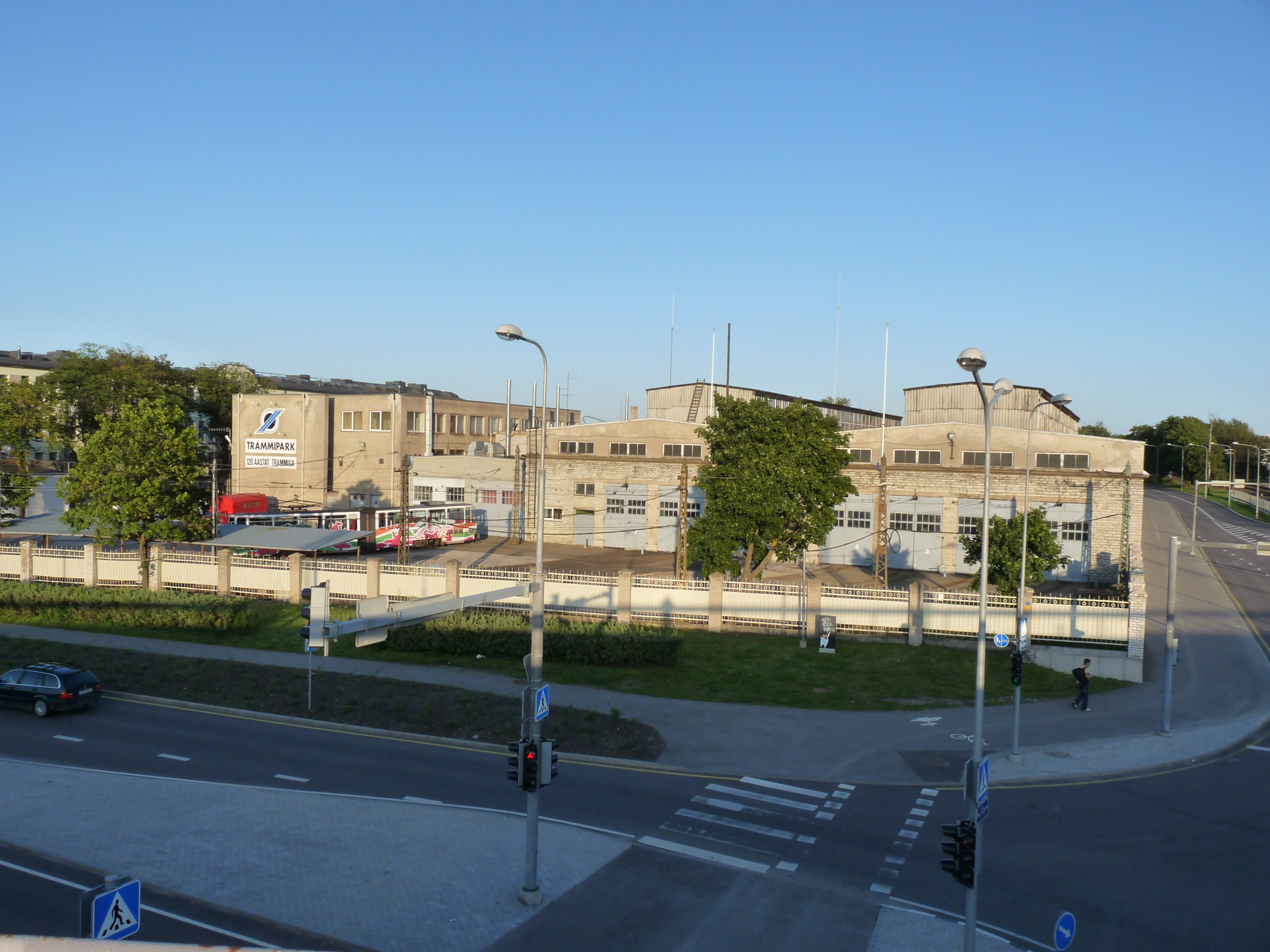
Дом 41, трамвайное депо. Конец улицы